# Pentadron
A pentadron (régies néven és helyesírással α-metilamino-valerofenon) egy, az amfetaminok csoportjába, azon belül is a katinon-származékok közé tartozó stimuláns. Lényegében dizájner drog és erős entaktogén vegyület, melyet 2010 óta gyakran „fürdősó”-ba keverve illegálisan árulnak.

## Gyógyszerészeti vonatkozása
A dopaminerg neuronokban gátolja a reuptake (neurotranszmitter-visszavétel) mechanizmust, és stimulálja az agykérget és a subcorticalis (agykéreg alatti) struktúrákat. Hatásmechanizmusa megegyezik a metilfenidátéval, mely Ritalin néven kerül forgalomba.  

## Beazonosítása
Az igazságügyi laborok által alkalmazott Pentadron-sztenderd (vizsgálati bázisoldat) már rendelkezésre áll, és így a vegyület felkerülhetett a Forendex honlapján nyilvánosságra hozott, és minden kétséget kizáróan azonosítható, potenciális kábítószerek listájára.

## Élettani hatások

### Fizikai
- szapora szívverés
- emelkedett vérnyomás
- érszűkület
- izzadás

### Mentális
- eufória
- fokozott éberség és figyelem
- felfokozott szellemi izgalom
- fokozott színlátás
- hányinger, étvágytalanság
- szorongás,
- nyugtalanság
- alvászavarok.

## Mellékhatások
A Pentadront összefüggésbe hozták legalább egy halálos esettel, ahol is szer α-PVP-vel kombinálva szívelégtelenséget idézett elő.

## Szabályozás
2014. január 27-e óta szerepel 9 más szintetikus katinonnal együtt a DEA Listáján a Schedule 1 átmeneti tilalmi osztályba sorolva.
2015 októbere óta a Pentadron kereskedelme és előállítás Kínában törvényileg szabályozva van.
A Cseh Köztársaságban tiltott szernek minősül.

## Készítmények
A nemzetközi gyógyszer-kereskedelemben sokféle szer kapható. Magyarországon nincs forgalomban.

## Fordítás
Ez a szócikk részben vagy egészben a Pentedrone című angol Wikipédia-szócikk fordításán alapul.  Az eredeti cikk szerkesztőit annak laptörténete sorolja fel. Ez a jelzés csupán a megfogalmazás eredetét és a szerzői jogokat jelzi, nem szolgál a cikkben szereplő információk forrásmegjelöléseként.